# Rebaptyzacja
Rebaptyzacja – akt religijny polegający na ponownym chrzcie człowieka. W przypadku uznania poprzedniego chrztu za nieważny lub niewłaściwy nie można mówić o rebaptyzacji, gdyż sakrament wcześniej nie zaistniał. 
Rebaptyzacja jest praktykowana zwłaszcza przez ewangelikalnych, którzy odrzucają chrzest dzieci i chrzczą ponownie konwertytów z bardziej tradycyjnych wspólnot chrześcijańskich.
Kościół Katolicki jednoznacznie odrzuca rebaptyzację jako akt nadużycia sakramentu, co wyraża się poprzez uznanie ważności chrztu konwertytów z prawosławia i protestantyzmu, o ile zachowana jest właściwa forma i intencja obrzędu.